# Агино-Село
А́гино-Село́ (мак. Агино Село) — село у Північній Македонії, входить до складу общини Куманово Північно-Східного регіону.
Населення — 965 осіб (перепис 2002) в 260 господарствах.